# Wereldkampioenschappen schoonspringen 2023 – tienmetertoren synchroon mannen
Het synchroonspringen vanaf de tienmetertoren voor mannen tijdens de wereldkampioenschappen schoonspringen 2023 vond plaats op 17 juli 2023 in het Prefecturale zwembad van Fukuoka in Fukuoka.

## Uitslag
| Rang   | Land                | Namen                                      | Voorronde | Voorronde | Finale        | Finale        |
| Rang   | Land                | Namen                                      | Punten    | Rang      | Punten        | Rang          |
| ------ | ------------------- | ------------------------------------------ | --------- | --------- | ------------- | ------------- |
| Goud   | China               | Lian Junjie Yang Hao                       | 463,65    | 1         | 477,75        | 1             |
| Zilver | Oekraïne            | Kirill Boljoech Oleksij Sereda             | 404,22    | 4         | 439,32        | 2             |
| Brons  | Mexico              | Kevin Berlín Randal Willars                | 411,78    | 3         | 434,16        | 3             |
| 4      | Verenigd Koninkrijk | Matty Lee Noah Williams                    | 429,18    | 2         | 419,82        | 4             |
| 5      | Australië           | Domonic Bedggood Cassiel Rousseau          | 377,70    | 6         | 407,46        | 5             |
| 6      | Verenigde Staten    | Brandon Loschiavo Jordan Rzepka            | 359,46    | 10        | 375,90        | 6             |
| 7      | Polen               | Filip Jachim Robert Łukaszewicz            | 360,21    | 9         | 371,58        | 7             |
| 8      | Italië              | Riccardo Giovannini Eduard Timbretti Gugiu | 367,35    | 8         | 368,79        | 8             |
| 9      | Duitsland           | Timo Barthel Jaden Eikermann               | 381,27    | 5         | 364,80        | 9             |
| 10     | Zuid-Korea          | Kim Yeong-taek Yi Jae-gyeong               | 348,78    | 12        | 347,88        | 10            |
| 11     | Oostenrijk          | Anton Knoll Dariush Lotfi                  | 354,75    | 11        | 347,61        | 11            |
| 12     | Maleisië            | Bertrand Rhodict Lises Enrique Harold      | 376,80    | 7         | 310,44        | 12            |
| 13     | Griekenland         | Nikolaos Molvalis Athanasios Tsirikos      | 348,45    | 13        | Uitgeschakeld | Uitgeschakeld |
| 14     | Brazilië            | Diogo Silva Isaac Souza                    | 345,30    | 14        | Uitgeschakeld | Uitgeschakeld |
| 15     | Nieuw-Zeeland       | Arno Lee Luke Sipkes                       | 306,81    | 15        | Uitgeschakeld | Uitgeschakeld |
| 16     | Indonesië           | Andriyan Adityo Restu Putra                | 300,03    | 16        | Uitgeschakeld | Uitgeschakeld |
| 17     | Frankrijk           | Loïs Szymczak Gary Hunt                    | 285,51    | 17        | Uitgeschakeld | Uitgeschakeld |
| 18     | Macau               | He Heung Wing Zhang Hoi                    | 215,79    | 18        | Uitgeschakeld | Uitgeschakeld |